# Hemibryobia sinai
Hemibryobia sinai är en spindeldjursart som beskrevs av Hassan, Afifi och Nawar 1984. Hemibryobia sinai ingår i släktet Hemibryobia och familjen Tetranychidae. Inga underarter finns listade i Catalogue of Life.